# Roman Debelko
Roman Debelko (tiếng Ukraina: Роман Миколайович Дебелко; sinh 8 tháng 8 năm 1993 ở Sopiv, Kolomyia, Ivano-Frankivsk, Ukraina) là một tiền vệ bóng đá Ukraina thi đấu cho Levadia Tallinn mượn từ Karpaty Lviv.

## Sự nghiệp
Debelko là sản phẩm của trường thể thao trẻ FC Prykarpattya và FC Metalurh Donetsk.